# Giovanni Bonini
Giovanni Bonini (* 5. September 1986 in Borgo Maggiore) ist ein san-marinesischer ehemaliger Fußballspieler.

## = Verein
Bonini begann seine Karriere 2005 beim italienischen Drittligisten San Marino Calcio und spielte dort anschließend für mehrere unterklassige Vereine. 2009 kehrte er nach San Marino zurück. Dort gewann er mit SP Tre Penne sowie SP Tre Fiori insgesamt vier Mal die nationale Meisterschaft und feierte drei Pokalsiege. Aktuell steht er in der heimischen Liga beim FC Domagnano unter Vertrag.

### Nationalmannschaft
Von 2006 bis 2020 absolvierte Bonini insgesamt 29 Länderspiele für die san-marinesische A-Nationalmannschaft. Sein Debüt gab der Mittelfeldspieler am 16. August 2006 bei einem Testspiel in Serravalle gegen Albanien (0:3). Vorher kam er auch schon in diversen Jugendauswahlen seines Landes zum Einsatz.

## Erfolge
- San-marinesischer Meister: 2012, 2013, 2016, 2020
- San-marinesischer Superpokalsieger: 2013, 2016
- San-marinesischer Pokalsieger: 2017